# عرب الزبید
عرب الزبید (به عربی: عرب الزبید) یک روستای فلسطینی، واقع ۱۵ کیلومتری شمال شرق صفد.